# Saturação (magnetismo)

Curvas de magnetização de 9 materiais ferromagnéticos, mostrando saturação. 1.Aço carbono, 2.Aço com silício, 3.Aço fundido, 4.Aço com tungstênio, 5.Ímã de aço, 6.Ferro fundido, 7.Níquel, 8.Cobalto, 9.Magnetita.

Vista em alguns materiais magnéticos, a saturação magnética é o estado alcançado quando um aumento na aplicação externa de um campo magnético H não pode aumentar a magnetização do material adicionalmente, de modo que a indução magnética (ou densidade de fluxo) B limita-se. Nesta condição o material de um ímã está totalmente magnetizado, e virtualmente todos os domínios magnéticos estão alinhados na mesma direção, contrariamente a um ímã que não está totalmente saturado, quando alguns dos domínios magnéticos não estão em alinhamento ao longo do eixo principal do material. É a característica particular de materiais ferromagnéticos, tal como o ferro, níquel, cobalto e suas ligas.
Saturação é mais claramente vista na curva de magnetização (também chamada curva BH ou curva de histerese) de uma substância, como uma flexão à direita da curva (ver gráfico à direita). À medida que o campo H aumenta, o campo B aproxima-se de um valor máximo assintoticamente, o nível de saturação para a substância. Tecnicamente, acima da saturação, o campo B continua aumentando, mas com razão paramagnética, a qual é 3 ordens de magnitude menor que a razão ferromagnética vista abaixo da saturação.  
A relação entre o campo magnetizante H e o campo magnético B pode também ser expresso como a permeabilidade: {\displaystyle \mu =B/H}.  A permeabilidade de materiais ferromagnéticos não é constante, mas depende de H. Em materiais saturáveis a permeabilidade aumenta com H ao máximo, então inverte-se quando se aproxima da saturação e diminui para um.
Diferentes materiais têm diferentes níveis de saturação. Por exemplo, ligas de ferro de alta permeabilidade usados em transformadores atingem a saturação magnética a 1,6 - 2,2 teslas (T), 1.enquanto que ferrites saturam a 0,2 - 0,5 T. Uma das ligas metálicas amorfas Metglas satura a 1,25 T.